# 伊藤昌哉
伊藤 昌哉（いとう まさや、1917年（大正6年）11月21日 - 2002年（平成14年）12月13日）は、日本の政治評論家。満洲生まれ。池田勇人内閣総理大臣の秘書官を経て、政治論壇や宏池会で活動した。愛称は「ブーちゃん」。池田内閣の影の官房長官と呼ばれた。

## 来歴・人物

### 一家引き揚げまで
南満洲大石橋（現：中国遼寧省大石橋市）生まれ。奉天中学、旧制一高を経て、1942年に東京帝国大学法学部卒業。1943年11月に新京陸軍経理学校卒業。卒業後、経理部将校として終戦まで従軍した。母と妹のいる満洲に向かうため湖南省長沙で現地除隊となり、北上する。しかし湖北省漢口で日本人は旧日本租界に設けられた集中区と呼ばれる一角に収容され、しばらく収容日本人向けの商売で食いつないだ後、上海から福岡市に送還される。福岡では半年ほど居候した後に当地のブロック紙である西日本新聞社に入社し、ただちに東京支社勤務を命じられる。東京でもはじめは居候で、遅れて引き揚げてきた母と妹との同居もままらなかった。

### 池田との関係
当初の伊藤は経済記者であり、商工省担当時代に、1949年の衆院選に出馬していた池田勇人の自宅に押しかけて面識を得る。当選後の池田が大蔵大臣になると伊藤も大蔵省担当となるが、この時期、記者会見以外で記者に情報を流させない池田と記者団との関係は険悪で、伊藤との関係も例外ではなかった。1951年に伊藤は池田の属する吉田自由党担当の政治記者となるが、この頃になると池田は記者との関係構築を重視し、中でも伊藤に重要な情報を与えるようになった。伊藤は1954年元旦に政治部デスクとなるが、この年の暮れに吉田自由党は下野して池田も干された状態になり、伊藤は1956年に福岡本社の整理部への転属となる。政治記者に復帰する見通しがつかなかった伊藤は退社し、1958年4月に宏池会職員という身分で池田の私設秘書のような形となる。同年6月に池田が第2次岸内閣の無任所大臣になると、伊藤は大臣秘書官となる。1960年に池田が総理大臣に就任すると首席秘書官となる。伊藤はスピーチライターとして池田の演説の草稿を執筆する。
伊藤の起草として有名なものには同年の浅沼社会党委員長刺殺事件における衆議院での追悼演説がある。「議場がシーンとしてしまうような追悼文」という要望を池田から受けた伊藤は、浅沼について急遽資料を集めたり社会党担当の新聞記者に訊くなどし、詩の部分は日本経済新聞の自伝連載コーナー『私の履歴書』の浅沼の回から引用した。このような演説で詩を読み上げることは前例がないとして議院運営委員会で難色を示されたが、池田は詩を2回読み上げる予定を1回にして押しきった。この原稿の政治効果は池田に「5億円か10億円の価値がある」と言わしめるものだった。
浅沼事件への対応で伊藤は池田から全幅の信頼を得たと述べている。以降、様々なことにアドバイスするようになり、組閣草案の作成もしている。また池田の海外訪問にたびたび随行している。
池田退陣後、大平正芳からの誘いがあったが、池田は回想録執筆を手伝わせるといって伊藤を手元に留め、前尾繁三郎に指図して伊藤に宏池会事務局長の肩書を与えた。結局、池田は生存中に回想録を著述できなかったが、池田の死後の1966年に伊藤は『池田勇人 その生と死』を出版した。この書物は池田政権の中枢にいた人物による記録として、今日に至るまで池田政権を論じる際欠かせない資料となっている。

### 大平・福田との関係
その後、政治の一線からは離れ、五島昇の誘いで東急建設に入社し要職を歴任する。この時期にも数名の政治記者は伊藤との連絡を絶やさず政界の内情について伝えていたが、その一人にNHK記者の島桂次がいる。この間も、前尾と大平の宏池会会長引き継ぎの仲介などもしていた。
1971年に大阪転勤の辞令が出ると大平に引き留められ、五島のはからいで東急建設社長付調査役という役職となり、東京勤務のまま宏池会会長補佐役を兼ねて大平のアドバイザーとなる。以降、大平総裁の実現に尽力し、いわゆる大福密約による福田赳夫内閣の誕生においても暗躍した。福田政権期は引き続き大平の相談役を務める一方、福田の希望で非常勤の内閣調査員に就任し、福田と大平との連絡役を務めていた。福田が約束に反して総裁再選出馬したことで、大平の総理就任前後より宏池会や大平家から伊藤も白眼視されるようになり、大平自身とも一時疎遠になったこともあった。しかし結局は大平の最期まで仕え、死の前日の大平から病室に呼び出されてもいる。東急建設入社後の伊藤の動きについては、『自民党戦国史』に詳しい。

### 大平の死後
『自民党戦国史』がこの種の書としては異例の20万部を売り上げるベストセラーとなったこともあり、大平没後の1980年代から政治評論家としての執筆活動を再開した。また、テレビ朝日系の深夜ワイドショー番組『トゥナイト』などで時折、政治評論を行っていた。
2002年12月13日、心不全のため自宅で死去。享年85。

## 信仰
岡山出身の妻とその母が信仰する新宗教金光教に1954年元旦より通い、1956年には自身の進退の判断を委ねるほどとなった。政局の判断について日常的に金光教教会の判断を仰ぎ、クリスチャンの大平もその内容を参考にしていたことが著書では明らかにされている。『自民党戦国史』に関わった保阪正康は、伊藤の優れた政局判断能力と共に、人間の情念を重視する人間観や宗教的な言動が、孤独な権力者たちにとって魅力になったことを指摘している。

## 親族
父は満蒙開拓の草分けの伊藤謙次郎だが、大学時代に亡くす。長女の娘婿は大蔵官僚だった田谷廣明。

## 著書
単著
- 『池田勇人―その生と死』至誠堂、1966年12月。
  - 『池田勇人とその時代 生と死のドラマ』朝日文庫、1985年8月。ISBN 978-4022603395。
- 『実録 自民党戦国史 権力の研究』朝日ソノラマ、1982年8月30日。ISBN 978-4257031635。
  - 『自民党戦国史 (上) 』朝日文庫、1985年9月。ISBN　978-4022603425。
  - 『自民党戦国史 (中) 』朝日文庫、1985年9月。ISBN 978-4022603432。
  - 『自民党戦国史 (下) 』朝日文庫、1985年9月。ISBN 978-4022603449。
    - 『自民党戦国史 (上) 』ちくま文庫、2009年3月。ISBN 978-4480425812。
    - 『自民党戦国史 (下) 』ちくま文庫、2009年3月。ISBN 978-4480425829。
- 『新・自民党戦国史』朝日ソノラマ、1983年9月。ISBN 978-4257031710。
- 『日本の政治昼の意思と夜の意思 ブーちゃんの政治道場 対談集』中央公論社、1984年9月。ISBN 978-4120013287。
- 『日本宰相列伝（21）池田勇人』時事通信社、1985年10月。ISBN 978-4788785717。
- 『宰相盗り』PHP研究所、1986年2月。ISBN 978-4569217277。
- 『自民党「孫子」　孫子理論による政治力学の解明』プレジデント社、1989年4月。ISBN 978-4833413381。
- 『哲学のない政治家が、国を滅ぼす。』竹井出版、1989年12月。ISBN 978-4884741785。
- 『危機の政治・予見の政治』PHP研究所、1993年12月。ISBN 978-4569541846。

共著
- 会田雄次『日本を愛する』致知出版社、1996年9月。ISBN 978-4884743956。

## 関連書籍
- 小枝義人編『伊藤昌哉 政論』春風社、2006年9月。ISBN 978-4861100857。評論に解説や関係者のインタビューを付す。